# Bowls na Igrzyskach Wspólnoty Narodów 2022
Bowls na Igrzyskach Wspólnoty Narodów 2022 odbył się w dniach 29 lipca – 6 sierpnia 2022 roku w Victoria Park w Royal Leamington Spa położonym w pobliżu gospodarza zawodów, Birmingham. Dwustu dwudziestu siedmiu zawodników obojga płci rywalizowało w jedenastu konkurencjach.

## Podsumowanie

### Klasyfikacja medalowa
| Klasyfikacja medalowa | Klasyfikacja medalowa | Klasyfikacja medalowa | Klasyfikacja medalowa | Klasyfikacja medalowa | Klasyfikacja medalowa |
| Miejsce               | państwo               | Złoto                 | Srebro                | Brąz                  | Razem                 |
| --------------------- | --------------------- | --------------------- | --------------------- | --------------------- | --------------------- |
| 1                     | Australia             | 3                     | 3                     | 0                     | 6                     |
| 2                     | Anglia                | 2                     | 2                     | 3                     | 7                     |
| 3                     | Szkocja               | 3                     | 0                     | 2                     | 5                     |
| 4                     | Indie                 | 1                     | 1                     | 0                     | 2                     |
| 5                     | Walia                 | 1                     | 1                     | 1                     | 3                     |
| 6                     | Irlandia Północna     | 1                     | 1                     | 0                     | 2                     |
| 7                     | Malezja               | 0                     | 1                     | 1                     | 2                     |
| =                     | Południowa Afryka     | 0                     | 1                     | 1                     | 2                     |
| 9                     | Guernsey              | 0                     | 1                     | 0                     | 1                     |
| 10                    | Nowa Zelandia         | 0                     | 0                     | 3                     | 3                     |
| Razem                 | Razem                 | 11                    | 11                    | 11                    | 33                    |

### Medaliści
| Konkurencja           | 1. miejsce                                                                   | 2. miejsce                                                                           | 3. miejsce                                                               |           |
| Mężczyźni             | Mężczyźni                                                                    | Mężczyźni                                                                            | Mężczyźni                                                                | Mężczyźni |
| --------------------- | ---------------------------------------------------------------------------- | ------------------------------------------------------------------------------------ | ------------------------------------------------------------------------ | --------- |
| Single                | Aaron Wilson                                                                 | Gary Kelly                                                                           | Iain McLean                                                              |           |
| Pary                  | Walia · Daniel Salmon · Jarrad Breen                                         | Anglia · Jamie Walker · Sam Tolchard                                                 | Szkocja · Paul Foster · Alex Marshall                                    |           |
| Trójki                | Anglia · Louis Ridout · Nick Brett · Jamie Chestney                          | Australia · Barrie Lester · Carl Healey · Ben Twist                                  | Walia · Owain Dando · Ross Owen · Jonathan Tomlinson                     |           |
| Czwórki               | Irlandia Północna · Sam Barkley · Adam McKeown · Ian McClure · Martin McHugh | Indie · Sunil Bahadur · Navneet Singh · Chandan Kumar Singh · Dinesh Kumar           | Anglia · Louis Ridout · Nick Brett · Jamie Chestney · Sam Tolchard       |           |
| Kobiety               |                                                                              |                                                                                      |                                                                          |           |
| Single                | Ellen Ryan                                                                   | Lucy Beere                                                                           | Siti Zalina Ahmad                                                        |           |
| Pary                  | Australia · Kristina Krstic · Ellen Ryan                                     | Anglia · Amy Pharaoh · Sophie Tolchard                                               | Nowa Zelandia · Katelyn Inch · Selina Goddard                            |           |
| Trójki                | Anglia · Jamie-Lea Winch · Natalie Chestney · Sian Honnor                    | Malezja · Nur Ain Nabilah Tarmizi · Syafiqa Haidar Afif Abdul Rahman · Azlina Arshad | Nowa Zelandia · Nicole Toomey · Tayla Bruce · Val Smith                  |           |
| Czwórki               | Indie · Rupa Rani Tirkey · Nayanmoni Saikia · Lovely Choubey · Pinki Singh   | Południowa Afryka · Thabelo Muvhango · Bridget Calitz · Esme Kruger · Johanna Snyman | Nowa Zelandia · Selina Goddard · Nicole Toomey · Tayla Bruce · Val Smith |           |
| Parasport             |                                                                              |                                                                                      |                                                                          |           |
| Pary męskie (B6-B8)   | Szkocja · Garry Brown · Kevin Wallace                                        | Australia · Damien Delgado · Chris Flavel                                            | Anglia · Craig Bowler · Kieran Rollings                                  |           |
| Pary żeńskie (B6-B8)  | Szkocja · Rosemary Lenton · Pauline Wilson                                   | Australia · Serena Bonnell · Cheryl Lindfield                                        | Południowa Afryka · Desiree Levin · Victoria van der Merwe               |           |
| Pary mieszane (B2-B3) | Szkocja · Melanie Inness · George Miller · Robert Barr · Sarah Jane Ewing    | Walia · Julie Thomas · Mark Adams · Gordon LLewellyn · John Wilson                   | Anglia · Alison Yearling · Susan Wherry · Chris Turnbull · Mark Wherry   |           |